# Équipe cycliste Barloworld
L'équipe cycliste Barloworld est une ancienne formation britannique de cyclisme professionnel sur route. Créée en 2003, elle a possédé le statut d'équipe continentale professionnelle jusqu'à l'issue de la saison 2009, date de sa disparition. Elle a notamment lancé les carrières professionnelles en Europe de Christopher Froome et de Geraint Thomas.

### Saison 2008

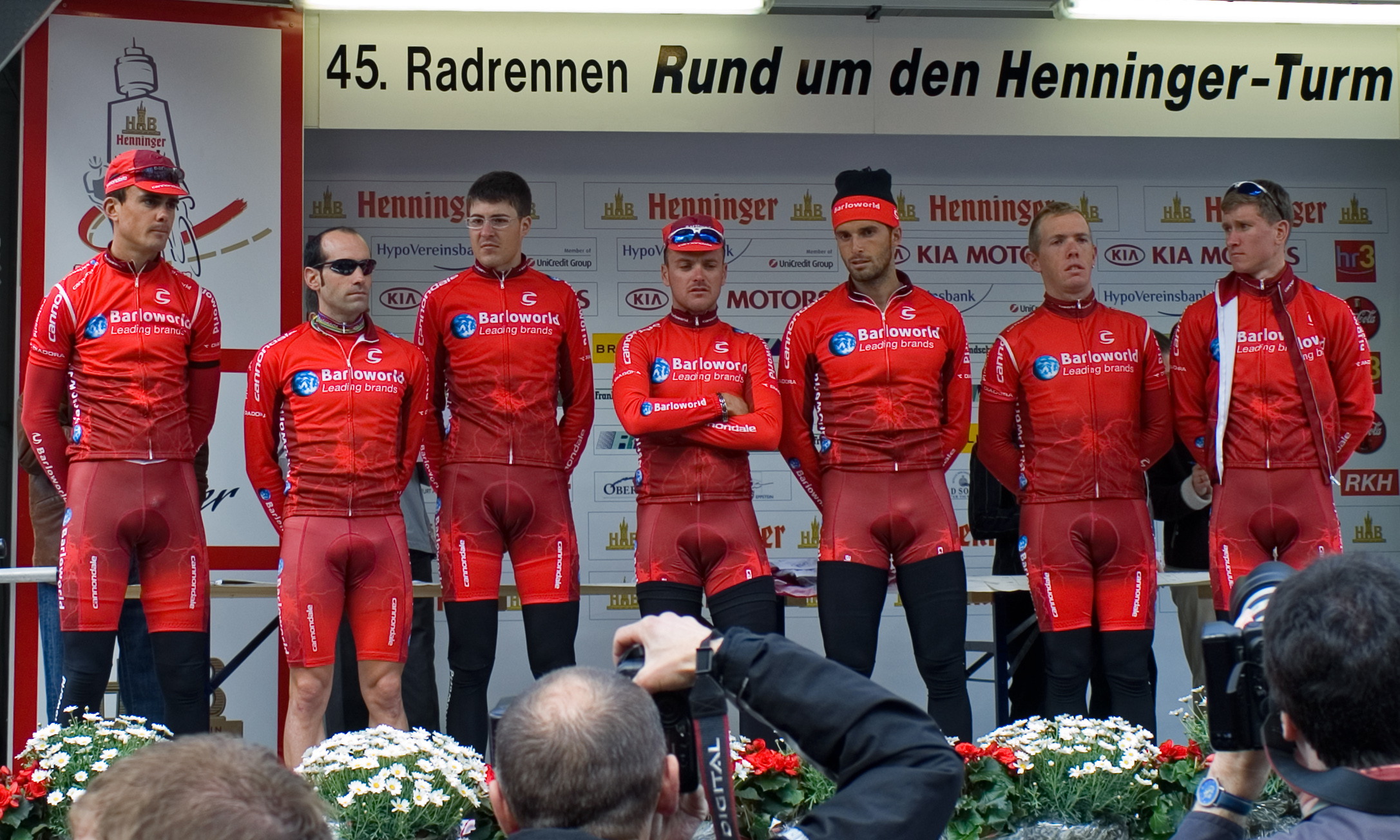
Équipe Barloworld au Henninger Turm en 2006

## Histoire de l'équipe
L'équipe est fondée en 2003. En 2004, elle évolue sous licence italienne avant de revenir vers la Grande-Bretagne en 2005. En 2007, elle a obtenu l'une des trois invitations pour participer au Tour de France, décision controversée car d'autres équipes (comme Tinkoff) avait obtenu de meilleurs résultats qu'elle. Cependant, les victoires de Mauricio Soler, lors de la 9e étape, dans les Alpes, et de Robert Hunter, lors de la 11e étape, ainsi que le Maillot à pois final de Mauricio Soler, ont validé la décision des dirigeants du Tour. Ce bon mois de juillet est cependant entaché par le décès de Ryan Cox, le 1er août.
En juillet 2008, Moisés Dueñas ayant été contrôlé positif à l'EPO lors de la 4e étape du Tour de France, le sponsor Barloword décide de cesser son partenariat à la fin de l'épreuve, avant de revenir sur sa décision début novembre.

## Classements UCI
L'équipe participe aux circuits continentaux et principalement à des épreuves de l'UCI Europe Tour. Le tableau ci-dessous présente les classements de l'équipe sur les différents circuits, ainsi que son meilleur coureur au classement individuel.
UCI Africa Tour
| Saison | Classement par équipes | Meilleur coureur au classement individuel |
| ------ | ---------------------- | ----------------------------------------- |
| 2009   | 1re                    | Daryl Impey (7e)                          |

UCI Europe Tour
| Saison | Classement par équipes | Meilleur coureur au classement individuel |
| ------ | ---------------------- | ----------------------------------------- |
| 2005   | 12e                    | Vladimir Efimkin (8e)                     |
| 2008   | 8e                     | Félix Cárdenas (30e)                      |
| 2007   | 2e                     | Robert Hunter (10e)                       |
| 2008   | 2e                     | Enrico Gasparotto (1er)                   |
| 2009   | 23e                    | Daryl Impey (100e)                        |

## Grands tours
- Tour de France
  - 2 participations (2007, 2008)
  - 2 victoires d'étapes : 
    - 2007 : Mauricio Soler, Robert Hunter

- Tour d'Italie
  - 2 participations (2008, 2009)
  - 0 victoire d'étape

- Tour d'Espagne
  - 0 participation

## Championnats nationaux
- Championnat d'Afrique du Sud sur route : 5
  - Course en ligne : 2003 (David George) 2004 et 2005 (Ryan Cox)
  - Contre-la-montre : 2004 (David George) et 2005 (Tiaan Kannemeyer)
- Championnat d'Autriche sur route : 1
  - Course en ligne : 2008 (Christian Pfannberger)

## Barloworld par saison

### Saison 2005[3]
| Cycliste             | Date de naissance | Nationalité    | Équipe 2004                  |
| -------------------- | ----------------- | -------------- | ---------------------------- |
| Stefan Adamsson      | 03.01.1978        | Suède          |                              |
| Pedro Arreitunandia  | 24.07.1974        | Espagne        | Cafes Baqué                  |
| Igor Astarloa        | 29.03.1976        | Espagne        | Lampre                       |
| Roger Beuchat        | 02.01.1972        | Suisse         | Vini Caldirola               |
| Félix Cárdenas       | 24.11.1972        | Colombie       | Cafes Baqué                  |
| Matteo Carrara       | 25.03.1979        | Italie         | Lampre                       |
| Stefano Cavallari    | 31.03.1978        | Italie         | Vini Caldirola               |
| Luca Celli           | 23.02.1979        | Italie         | Vini Caldirola               |
| Giampaolo Cheula     | 23.05.1979        | Italie         | Vini Caldirola               |
| Ryan Cox             | 09.04.1979        | Afrique du Sud |                              |
| Enrico Degano        | 11.03.1976        | Italie         |                              |
| Vladimir Efimkin     | 02.12.1981        | Russie         | VC Dellese Feralpi (néo-pro) |
| David George         | 23.02.1976        | Afrique du Sud |                              |
| Rodney Green         | 23.05.1974        | Afrique du Sud |                              |
| René Jørgensen       | 26.07.1975        | Danemark       | Alessio-Blanchi              |
| Tiaan Kannemeyer     | 14.12.1978        | Afrique du Sud |                              |
| Darren Lill          | 20.08.1982        | Afrique du Sud |                              |
| Paolo Longo Borghini | 10.12.1980        | Italie         | Vini Caldirola               |
| Jeremy Martens       | 14.08.1979        | Afrique du Sud | Microsoft (Elite 2)          |
| David Plaza          | 03.07.1970        | Espagne        | Cafes Baqué                  |
| Antonio Salomone     | 31.08.1976        | Italie         |                              |
| Eddy Serri           | 24.11.1974        | Italie         |                              |
| Tom Southam          | 28.05.1981        | Royaume-Uni    | Amore e Vita                 |
| Sean Sullivan        | 18.08.1978        | Australie      |                              |
| Giulio Tomi          | 04.01.1978        | Italie         | Vini Caldirola               |

### Saison 2006[4]
| Cycliste            | Date de naissance | Nationalité    | Équipe 2005                          |
| ------------------- | ----------------- | -------------- | ------------------------------------ |
| Pedro Arreitunandia | 24.07.1974        | Espagne        |                                      |
| Igor Astarloa       | 29.03.1976        | Espagne        |                                      |
| Giosuè Bonomi       | 21.10.1978        | Italie         | Lampre-Caffita                       |
| Diego Caccia        | 31.07.1981        | Italie         | néo-pro                              |
| Félix Cárdenas      | 24.11.1972        | Colombie       |                                      |
| Giampaolo Cheula    | 23.05.1979        | Italie         |                                      |
| Mads Christensen    | 06.04.1984        | Danemark       | Quick Step-Innergetic                |
| Marco Corti         | 02.04.1986        | Italie         |                                      |
| Ryan Cox            | 09.04.1979        | Afrique du Sud |                                      |
| Enrico Degano       | 11.03.1976        | Italie         |                                      |
| Alexander Efimkin   | 02.12.1981        | Russie         |                                      |
| Mauro Facci         | 11.05.1982        | Italie         | Fassa Bortolo                        |
| Rodney Green        | 23.05.1974        | Afrique du Sud |                                      |
| Tiaan Kannemeyer    | 14.12.1978        | Afrique du Sud |                                      |
| Fredrik Kessiakoff  | 17.05.1980        | Suède          |                                      |
| Jeremy Maartens     | 14.08.1979        | Afrique du Sud |                                      |
| James Perry         | 19.11.1979        | Afrique du Sud | Konica-Minolta                       |
| Hugo Sabido         | 14.12.1979        | Portugal       | Paredes Rota dos Moveis-Beira Tâmega |
| Simon Schaerer      | 14.02.1983        | Suisse         |                                      |
| Amets Txurruka      | 10.11.1982        | Espagne        | néo-pro                              |

### Saison 2008[5]

#### Effectif
| Cycliste              | Date de naissance | Nationalité    | Équipe 2007       |
| --------------------- | ----------------- | -------------- | ----------------- |
| John-Lee Augustyn     | 29.03.1986        | Afrique du Sud |                   |
| Francesco Bellotti    | 06.08.1979        | Italie         | Crédit agricole   |
| Diego Caccia          | 31.07.1981        | Italie         |                   |
| Patrick Calcagni      | 05.07.1977        | Suisse         | Liquigas          |
| Félix Cárdenas        | 24.11.1972        | Colombie       |                   |
| Giampaolo Cheula      | 23.05.1979        | Italie         |                   |
| Baden Cooke           | 12.10.1978        | Australie      | Unibet.com        |
| Marco Corti           | 15.06.1985        | Italie         | Néoprofessionnel  |
| Steve Cummings        | 19.03.1981        | Royaume-Uni    | Discovery Channel |
| Moisés Dueñas         | 10.05.1981        | Espagne        | Agritubel         |
| Christopher Froome    | 20.05.1985        | Kenya          | Konica-Minolta    |
| Enrico Gasparotto     | 22.03.1982        | Italie         | Liquigas          |
| Robert Hunter         | 22.04.1977        | Afrique du Sud |                   |
| Daryl Impey           | 06.12.1984        | Afrique du Sud | Néoprofessionnel  |
| Paolo Longo Borghini  | 10.12.1980        | Italie         |                   |
| Christian Pfannberger | 09.12.1979        | Autriche       | Elk Haus-Simplon  |
| Hugo Sabido           | 14.12.1979        | Portugal       |                   |
| Carlo Scognamiglio    | 31.05.1983        | Italie         | Milram            |
| Mauricio Soler        | 14.01.1983        | Colombie       |                   |
| Geraint Thomas        | 25.05.1986        | Royaume-Uni    |                   |

#### Victoires
| Date       | Course                                                        | Pays           | Classe | Vainqueur             |
| ---------- | ------------------------------------------------------------- | -------------- | ------ | --------------------- |
| 04/02/2008 | Super Challenge Series 3                                      | Afrique du Sud | 1.1    | Robert Hunter         |
| 06/02/2008 | Super Challenge Series 4                                      | Afrique du Sud | 1.1    | Robert Hunter         |
| 12/02/2008 | 2e étape du Tour de la province de Reggio de Calabre          | Italie         | 2.1    | Steve Cummings        |
| 04/03/2008 | 1re étape du Giro del Capo                                    | Afrique du Sud | 2.2    | Christian Pfannberger |
| 08/03/2008 | Classement général du Giro del Capo                           | Afrique du Sud | 2.2    | Christian Pfannberger |
| 01/04/2008 | 1re étape des Trois Jours de La Panne                         | Belgique       | 2.HC   | Enrico Gasparotto     |
| 10/04/2008 | Grand Prix Pino Cerami                                        | Belgique       | 1.1    | Patrick Calcagni      |
| 11/05/2008 | 2e étape de la Clásica de Alcobendas                          | Espagne        | 2.1    | Baden Cooke           |
| 15/06/2008 | 4e étape du Grand Prix International CTT Correios de Portugal | Portugal       | 2.1    | Robert Hunter         |
| 19/06/2008 | 2e étape du Ster Elektrotoer                                  | Pays-Bas       | 2.1    | Enrico Gasparotto     |
| 21/06/2008 | Classement général du Ster Elektrotoer                        | Pays-Bas       | 2.1    | Enrico Gasparotto     |
| 29/06/2008 | Championnat d'Autriche sur route                              | Autriche       | CN     | Christian Pfannberger |
| 02/08/2008 | Grand Prix Nobili Rubinetterie                                | Italie         | 1.1    | Giampaolo Cheula      |
| 21/08/2008 | Coppa Bernocchi                                               | Italie         | 1.1    | Steve Cummings        |
| 07/09/2008 | Tour de Romagne                                               | Italie         | 1.1    | Enrico Gasparotto     |
| 15/10/2008 | 3e étape du Herald Sun Tour                                   | Australie      | 2.1    | Baden Cooke           |
| 18/10/2008 | 6e étape du Herald Sun Tour                                   | Australie      | 2.1    | Daryl Impey           |

### Saison 2009[6]

#### Effectif
| Cycliste             | Date de naissance | Nationalité    | Équipe 2008       |
| -------------------- | ----------------- | -------------- | ----------------- |
| John-Lee Augustyn    | 29.03.1986        | Afrique du Sud | Sky               |
| Francesco Bellotti   | 06.08.1979        | Italie         | Liquigas          |
| Diego Caccia         | 31.07.1981        | Italie         | ISD-Neri          |
| Patrick Calcagni     | 05.07.1977        | Suisse         | Fin de carrière   |
| Félix Cárdenas       | 24.11.1972        | Colombie       | GW Shimano        |
| Giampaolo Cheula     | 23.05.1979        | Italie         | ISD-Neri          |
| Marco Corti          | 15.06.1985        | Italie         | Footon-Servetto   |
| Steve Cummings       | 19.03.1981        | Royaume-Uni    | Sky               |
| Christopher Froome   | 20.05.1985        | Royaume-Uni    | Sky               |
| Robert Hunter        | 22.04.1977        | Afrique du Sud | Garmin-Slipstream |
| Daryl Impey          | 06.12.1984        | Afrique du Sud | RadioShack        |
| Paolo Longo Borghini | 10.12.1980        | Italie         | ISD-Neri          |
| Michele Merlo        | 07.08.1984        | Italie         | Footon-Servetto   |
| Carlo Scognamiglio   | 31.05.1983        | Italie         | ISD-Neri          |
| Mauricio Soler       | 14.01.1983        | Colombie       | Caisse d'Épargne  |
| Geraint Thomas       | 25.05.1986        | Royaume-Uni    | Sky               |

#### Victoires
| Date       | Course                                | Pays           | Classe | Vainqueur          |
| ---------- | ------------------------------------- | -------------- | ------ | ------------------ |
| 13/02/2009 | 4e étape du Tour méditerranéen        | France         | 2.1    | Robert Hunter      |
| 04/03/2009 | Giro del Capo Challenge 1             | Afrique du Sud | 1.2    | Robert Hunter      |
| 05/03/2009 | Giro del Capo Challenge 2             | Afrique du Sud | 1.2    | Christopher Froome |
| 06/03/2009 | Giro del Capo Challenge 3             | Afrique du Sud | 1.2    | Steve Cummings     |
| 15/04/2009 | 4e étape du Tour de Turquie           | Turquie        | 2.1    | Daryl Impey        |
| 19/04/2009 | Classement général du Tour de Turquie | Turquie        | 2.1    | Daryl Impey        |
| 24/04/2009 | 3e étape du Tour du Trentin           | Italie         | 2.1    | Robert Hunter      |
| 19/09/2009 | 8e étape du Tour de Grande-Bretagne   | Royaume-Uni    | 2.1    | Michele Merlo      |